# 竹の寺
竹の寺は以下の寺院の通称:
- 地蔵院（衣笠山）
- 報國禪寺（功臣山）